# The Four Seasons (pel·lícula de 1981)
The Four Seasons (Les quatre estacions) és una pel·lícula de comèdia romàntica estatunidenca de 1981 escrita i dirigida i protagonitzada per Alan Alda, que coprotagonitza Carol Burnett , Len Cariou, Sandy Dennis, Rita Moreno, Jack Weston i Bess Armstrong. Treu el seu títol dels quatre concerts composts per Antonio Vivaldi. Aquestes composicions, juntament amb altres de Vivaldi, comprenen la partitura musical.
La pel·lícula va generar una sèrie de CBS de curta durada el 1984 produïda per Alda.

## Trama
Tres parelles casades de classe mitjana: Jack (Alan Alda) i Kate Burroughs (Carol Burnett); Nick (Len Cariou) i Anne Callan (Sandy Dennis); Danny (Jack Weston) i Claudia Zimmer (Rita Moreno) viuen a la ciutat de Nova York i són els millors amics. Jack és un advocat moralista, Kate, editora de la revista Fortune, Nick, venedor d'assegurances i planificador immobiliari, Anne, mestressa de casa i fotògrafa a la qual li agrada fer fotos de verdures, Danny, un dentista barat que mostra símptomes de trastorn obsessiu-compulsiu i hipocondria, i Claudia, una pintora italiana insensible. Trimestralment (en cadascuna de les quatre estacions), les tres parelles marxen de vacances planificades per Kate.
Primavera
El mes de maig els sis amics lloguen una cabana al bosc. Els marits cuinen menjar xinès i van a córrer en bicicleta, mentre les dones miren i comenten les últimes fotos de l'Anne. Un dia, mentre surt a recollir llenya, en Nick li revela a Jack el descontent que està en el seu matrimoni amb l'Anne i planeja divorciar-se d'ella, desitjant una dona que el pugui emocionar. Quan Jack li pregunta a Nick si hi ha una altra dona implicada, ell ho nega. Aquella nit plujosa, la Kate està devastada quan Jack li explica les intencions de Nick, i tots dos estan preocupats per l'Anne.
Estiu
Nick s'ha separat de l'Anne i ara està sortint amb Ginny Newley (Bess Armstrong), una dona més jove, bonica i alhora ingènua. Els Burroughs i els Zimmers no estan impressionats que en Nick li faci un nou regal a la Ginny diàriament i que ella cregui en totes les seves històries. Les tres parelles, excepte l'Anne, passen l'estiu en un veler al voltant de St. Thomas. Durant les seves vacances, el veler es queda atrapat en un banc de sorra, i els Burroughs i els Zimmer no poden dormir bé perquè Nick i Ginny tenen relacions sexuals sonores cada nit. Quan el grup desenganxa el veler i reprèn el seu viatge, els Burroughs discuteixen en privat els efectes que la relació de Nick i Ginny està tenint en els altres. Després de presenciar Nick i Ginny nedant al mar nus, els Zimmer fan el mateix.
Tardor
A la tardor, el grup viatja amb el nou Mercedes-Benz de Danny fins a Connecticut per passar el cap de setmana dels pares amb dues de les filles de la parella: Beth Burroughs (Elizabeth Alda) i Lisa Callan (Beatrice Alda). Mentre es registren a la fonda universitària, les parelles es troben amb l'Anne, que també hi és per passar temps amb la Lisa. La Kate i la Claudia es disculpen amb l'Anne per no haver-la convidat a les seves vacances anteriors, explicant que en Nick sempre portava la Ginny. L'Anne, que s'ha deprimit pel seu matrimoni, diu a les altres dones que segueix provant coses noves (però inusuals), com ara fer unes vacances a Txecoslovàquia i adoptar una serp com a mascota. La Beth li revela a la seva mare que, tot i ser amics de la infància, ella i la Lisa ja no es veuen. Danny, per la seva banda, s'ha molestat cada cop més amb la insensibilitat de la Claudia cap als altres, que defensa per la seva herència ("Sóc italiana!") i es nega a demanar perdó. Nick és incapaç d'animar la Lisa, que s'ha tornat retraïda i infeliç per la separació dels seus pares. Danny revela a Jack que Nick és un promiscu, i que havia enganyat a Anne en secret amb moltes altres dones. A l'hora de dinar, la Beth i la Lisa es diverteixen amb la discussió de les parelles sobre qui paga la factura. Durant un partit de futbol, Jack es trenca el genoll per enfrontar-se a Nick, amb qui està molest. Aquella nit, els Burroughs es barallen per Nick i Ginny, i Kate confessa que en realitat odia planificar les vacances trimestrals del grup.
Hivern
Els Callan s'han divorciat, Nick es va casar amb Ginny i Anne es va convertir en fotògrafa de revistes. A l'hivern, les tres parelles passen unes vacances en una estació d'esquí, on lloguen un refugi de muntanya. Una competició d'esquí entre en Nick i en Jack fa que el primer es trenqui un turmell i el segon es trenqui el lligament. Per animar a tothom, la Ginny convida els altres a un bar per beure i escoltar música. Quan els amics de Danny es riuen de les seves pors irracionals sobre la seva salut, la Ginny el defensa sorprenentment. Quan tornen a l'alberg, la Kate insulta la Ginny, dient-li que mai entendrà el grup, que es coneix des de fa més temps que ella. Molesta, la Ginnny crida als altres perquè no l'accepten i no la veuen com res més que "l'altra dona", abans d'abandonar l'alberg. Malgrat la seva falta de preocupació, Nick revela que la Ginny està embarassada. El grup té una altra baralla, que culmina amb Jack trencant copes i mobles abans que la Kate el calmi. Quan la Ginny encara no ha tornat l'endemà al matí, Danny va a buscar-la ell mateix. En Danny troba la Ginny corrent, però accidentalment cau a través del gel prim mentre la crida. La Ginny torna ràpidament a l'alberg per avisar els altres que en Danny està en perill. Tots entren al Mercedes-Benz d'en Danny i el rescaten amb èxit, que els ho agraeix fins que el cotxe cau pel gel i s'enfonsa a l'aigua gelada. En Danny es queixa amargament per la pèrdua del seu cotxe, però, es reconcilien i tornen cap al refugi, amb la Kate dient en broma que tots haurien de tornar al complex l'hivern vinent.

## Personatges
- Jack Burroughs (Alan Alda). Jack és un advocat feliçment casat amb la Kate. Li agrada fer preguntes profundes i després oferir una resposta voluntària. Jack és moralista, expressant la desaprovació de Nick per deixar la seva dona. Competeix amb el Nick més atlètic a les curses de motos de terra, futbol i esquí. Els seus amics i la seva dona el consideren massa crític de vegades. En lloc de guardar-se els veritables sentiments per a ells mateixos, en Jack creu que és millor que tothom els comparteixi.
- Kate Burroughs (Carol Burnett). Kate treballa com a editora de Fortune Magazine. Ella sospita que el seu marit té fantasies de ser adorat per una dona atractiva i jove com ho fa en Nick. Com que sembla ben organitzada i fins i tot perfecta, Kate es pot sentir invisible i descuidada.
- Beth Burroughs (Elizabeth Alda).[a] La Beth és la filla d'en Jack i la Kate. Va a la universitat a la Universitat de Vermont i és una excel·lent estudiant. La relació de la Beth amb la Lisa, una companya de classe a qui coneix des de petita, s'ha deteriorat a la universitat.
- Nick Callan (Len Cariou). Nick és venedor d'assegurances i planificador immobiliari. Està avorrit de la seva dona Anne i es divorcia d'ella. Li admet a Jack que vol una dona que el pugui emocionar. La Ginny, una dona més jove, comença a unir-se a ell a les vacances de temporada amb els Burroughs i els Zimmer. Encara que els seus quatre amics ho desaproven, en Nick està content. Ginny es casa amb ell i queda embarassada del seu fill.
- Anne Callan (Sandy Dennis). Anne és mestressa de casa, mare i aspirant a fotògrafa. Li agrada fer fotos de verdures, per a disgust de Nick. Després de deixar-la per una dona més jove, Anne cau en depressió. Ella creu que tant la Kate com la Claudia la van deixar de banda després del seu divorci. Per sortir de la seva rutina, l'Anne intenta provar coses noves (però inusuals) com comprar-se una serp i planificar unes vacances a Txecoslovàquia. Finalment, és capaç de mantenir-se com a fotògrafa de revistes (fent "fotos de persones, no de vegetals", com observa en Nick).
- Lisa Callan (Beatrice Alda).[b] És la filla d'en Nick i l'Anne. El divorci dels seus pares la va afectar molt i va fer que s'aïllés a l'escola. La Lisa confessa la seva infelicitat al seu pare, que és incapaç d'animar-la.
- Ginny Newley (Bess Armstrong). La Ginny comença una relació amb en Nick després de conèixer-lo durant un viatge en avió. És atractiva, animada i una mica ingènua. Està admirada pel gran Nick. Tot i que els Burroughs i els Zimmer la ressenten com "l'altra dona", finalment l'accepten com a amiga. La Ginny defensa en Danny quan el grup es burla d'ell per les seves pors irracionals. Ginny es casa amb Nick i ella queda embarassada del seu fill.
- Danny Zimmer (Jack Weston). Danny és dentista i està casat amb la Claudia. Comparteix amb els seus amics la passió per la cuina i els plats exòtics. És el més gran del grup i tem que s'acosti a la mort. Això ha provocat canvis en la dieta i fins i tot pors irracionals, com ara prémer botons estranys de l'ascensor. Danny pot ser bastant garrepa quan es tracta de diners i sovint mostra símptomes de trastorn obsessiu-compulsiu.
- Claudia Zimmer (Rita Moreno). La Claudia és una pintora excel·lent. Pot ser bastant franca, fins i tot fins al punt de ser insensible amb els altres. Sempre que es critica la seva franquesa, la Claudia es nega a disculpar-se i cita la seva herència ("Sóc italiana!"). Ella expressa el desig de sentir-se enamorada com fa Nick amb la Ginny. Després de veure com Nick i Ginny neden nus, la Claudia i el Danny fan el mateix.

## Estrena
La pel·lícula es va estrenar al Festival Internacional de Cinema de Denver el 30 d'abril de 1981 abans d'estrenar-se el 22 de maig.

## Recepció
The Four Seasons va ser un èxit de crítica i taquilla. Produïda amb un pressupost de 6,5 milions de dòlars, la pel·lícula va recaptar 50.427.646 dòlars,  convertint-se en la novena pel·lícula més taquillera de 1981. Té una puntuació del 76% "Fresh" (fresca) al lloc web de ressenyes Rotten Tomatoes a partir de 17 ressenyes.
La pel·lícula també va renovar l'interès pels concerts de Vivaldi que li donen el seu nom i que inclou la seva partitura musical.

## Premis i nominacions
| Premi                                   | Categoria                                              | Nominat(s)                           | Resultat  |
| --------------------------------------- | ------------------------------------------------------ | ------------------------------------ | --------- |
| Premis Bodil                            | Millor pel·lícula no europea                           | Alan Alda                            | Guanyador |
| Premis Globus d'Or                      | Millor pel·lícula: musical o comèdia                   | Millor pel·lícula: musical o comèdia | Nominat   |
| Premis Globus d'Or                      | Millor actor en una pel·lícula musical o comèdia       | Alan Alda                            | Nominat   |
| Premis Globus d'Or                      | Millor actriu en una pel·lícula: musical o comèdia     | Carol Burnett                        | Nominat   |
| Premis Globus d'Or                      | Millor guió: pel·lícula                                | Alan Alda                            | Nominat   |
| Premis del Gremi d'Escriptors d'Amèrica | Millor comèdia - Escrita directament per a la pantalla | Alan Alda                            | Nominat   |